# Волльшайд, Филипп
Филипп Волльшайд (нем. Philipp Wollscheid; род. 6 марта 1989, Вадерн, Саар) — немецкий футболист, защитник. Выступал за сборную Германии.

## Карьера
В ноябре 2011 года Волльшайд подписал контракт с клубом «Байер 04» сроком на 5 лет. Однако стороны договорились, что ещё полсезона защитник проведет в «Нюрнберге». Летом 2014 года Волльшайд отправился в аренду в «Майнц 05». 7 января 2015 года Волльшайд был отдан в аренду в «Сток Сити».
29 мая 2013 года Волльшайд дебютировал в национальной сборной, выйдя на замену на 90-й минуте товарищеского матча против сборной Эквадора.
7 января 2018 года стало известно, что Волльшайд перешёл в клуб «Мец», занимающий последнее место во Французской Лиге 1.
В 2019 году Волльшайд завершил профессиональную карьеру футболиста.